# Pinus occidentalis
Pinus occidentalis Sw. – gatunek drzewa z rodziny sosnowatych (Pinaceae). Sosna ta występuje na wyspie Haiti, na terenie państw Haiti i Dominikany.

## Ekologia
Sosna ta rośnie na wysokościach 200–3087 m n.p.m. Na wysokościach 850–2100 m n.p.m. występuje w lasach mieszanych z drzewami liściastymi, zaś powyżej 2100 m n.p.m. tworzy czystogatunkowe stanowiska.
Jest jedynym znanym gospodarzem rośliny pasożytniczej Arceuthobium bicarinatum (pasożyt pędowy). W Haiti zainfekowane są szczególnie populacje na południowym wschodzie. W Dominikanie pasożyt występuje we wszystkich trzech głównych górskich stanowiskach Pinus occidentalis: Cordillera Central, Sierra de Neiba i Sierra de Bahoruco. Sumarycznie w Dominikanie zainfekowana jest ok. połowa populacji tej sosny. Największe szkody pasożyt wyrządził w prowincjach Santiago i San Juan.

## Systematyka i zmienność
Synonimy: Pinus occidentalis var. baorucoensis Silba.
Pozycja gatunku w obrębie rodzaju Pinus:
- podrodzaj Pinus
  - sekcja Trifoliae
    - podsekcja Australes
      - gatunek P. occidentalis

## Zagrożenia
Międzynarodowa organizacja IUCN przyznała temu gatunkowi kategorię zagrożenia NT (near threatened), czyli jest gatunkiem bliskim zagrożenia.
Głównym zagrożeniem dla lasów tej sosny są niekontrolowane wycinki, zajmowanie terenów pod uprawę, pozyskiwanie drewna na opał.